# Dionisio Urreisti
Dionisio Urreisti Beristain (Mutriku, 17 marzo 1943) è un ex calciatore e allenatore di calcio spagnolo, di ruolo attaccante.

## Carriera
È nono nella classifica dei calciatori con più presenze nella Real Sociedad (416).

## Palmarès

### Giocatore

#### Competizioni nazionali
- Segunda División (Spagna): 1

Real Sociedad: 1966-1967